# Vierkirchen (Baviera)
Vierkirchen è un comune tedesco di 4269 abitanti, situato nel land della Baviera.